# Gare de Saint-Médard-sur-Ille
Gare de Saint-Médard-sur-Ille – przystanek kolejowy w Saint-Médard-sur-Ille, w departamencie Ille-et-Vilaine, w regionie Bretania, we Francji. Jest zarządzany przez SNCF (budynek dworca) i przez RFF (infrastruktura). 
Przystanek jest obsługiwany przez pociągi TER Bretagne. 

## Położenie
Znajduje się na linii Rennes – Saint-Malo, w km 398,007, na wysokości 59 m n.p.m., pomiędzy stacjami Saint-Germain-sur-Ille i Montreuil-sur-Ille.

## Linie kolejowe
- Rennes – Saint-Malo